# Cens dels Estats Units del 1980

El Cens dels Estats Units del 1980 és el 20è cens dels Estats Units, dirigit pel Census Bureau, determinà que la població resident als Estats Units era de 226.545.805 persones amb un increment de l'11,4 per cent sobre les 203.184.772 persones del cens de 1970.

## Preguntes del cens
El cens de 1980 demanava la següent informació a tots els ciutadans:
- Adreça
- Nom
- Relació amb la seva llar
- Sexe
- Raça
- Edat
- Estat marital
- Si és d'origen o descendència hispànica

Va ser el primer cens a preguntar sobre el nom del cap de casa ("head of household.")

## Rànquing d'estats
| Rang | Estat                 | Població   |
| ---- | --------------------- | ---------- |
| 1    | Califòrnia            | 23,669,000 |
| 2    | Nova York             | 17,557,000 |
| 3    | Texas                 | 14,228,000 |
| 4    | Pennsilvània          | 11,867,000 |
| 5    | Illinois              | 11,419,000 |
| 6    | Ohio                  | 10,797,000 |
| 7    | Florida               | 9,739,000  |
| 8    | Michigan              | 9,259,000  |
| 9    | Nova Jersey           | 7,364,000  |
| 10   | Carolina del Nord     | 5,874,000  |
| 11   | Massachusetts         | 5,737,000  |
| 12   | Indiana               | 5,491,000  |
| 13   | Geòrgia               | 5,464,000  |
| 14   | Virgínia              | 5,346,000  |
| 15   | Missouri              | 4,917,000  |
| 16   | Wisconsin             | 4,706,000  |
| 17   | Tennessee             | 4,591,000  |
| 18   | Maryland              | 4,216,000  |
| 19   | Louisiana             | 4,203,000  |
| 20   | Washington            | 4,130,000  |
| 21   | Minnesota             | 4,077,000  |
| 22   | Alabama               | 3,891,000  |
| 23   | Kentucky              | 3,661,000  |
| 24   | Carolina del Sud      | 3,119,000  |
| 25   | Connecticut           | 3,107,000  |
| 26   | Oklahoma              | 3,026,000  |
| 27   | Iowa                  | 2,914,000  |
| 28   | Colorado              | 2,890,000  |
| 29   | Arizona               | 2,718,000  |
| 30   | Oregon                | 2,632,000  |
| 31   | Mississipi            | 2,520,000  |
| 32   | Kansas                | 2,363,000  |
| 33   | Arkansas              | 2,285,000  |
| 34   | Virgínia de l'Oest    | 1,950,000  |
| 35   | Nebraska              | 1,570,000  |
| 36   | Utah                  | 1,461,000  |
| 37   | Nou Mèxic             | 1,299,000  |
| 38   | Maine                 | 1,125,000  |
| 39   | Hawaii                | 985,000    |
| 40   | Rhode Island          | 948,000    |
| 41   | Idaho                 | 945,000    |
| 42   | Nou Hampshire         | 921,000    |
| 43   | Nevada                | 799,000    |
| 44   | Montana               | 787,000    |
| 45   | Dakota del Sud        | 690,000    |
| 46   | Dakota del Nord       | 654,000    |
| x    | Districte de Colúmbia | 638,000    |
| 47   | Delaware              | 596,000    |
| 48   | Vermont               | 512,000    |
| 49   | Wyoming               | 471,000    |
| 50   | Alaska                | 400,000    |

Entre el cens de 1980 i el cens de 1990, la població dels Estats Units es va incrementar en aproximadament 22.164.837 o el 9,8%.